# Pigcawayan
Pigkawayan ist eine philippinische Stadtgemeinde in der Provinz Cotabato. Sie hat 66.796 Einwohner (Zensus 1. August 2015).

## Baranggays
Pigkawayan ist politisch in 40 Baranggays unterteilt.
| - Anick (Upper Balogo) - Upper Baguer (Baguer) - Balacayon - Balogo - Banucagon - Bulucaon - Buluan - Buricain - Capayuran - Central Panatan - Datu Binasing - Datu Mantil - Kadingilan - Kimarayang | - Libungan Torreta - Lower Baguer - Lower Pangangkalan - Malagakit - Maluao - North Manuangan - Matilac - Midpapan I - Mulok - New Culasi - New Igbaras - New Panay - Upper Pangangkalan | - Patot - Payong-payong - Poblacion I - Poblacion II - Poblacion III - Presbitero - Renibon - Simsiman - South Manuangan - Tigbawan - Tubon - Midpapan II - Cabpangi |